# Balázs József (festő, 1922–2002)
Balázs József (Pilis, 1922. szeptember 17. – 2002. március 11.) festőművész.

## Élete
Haláláig szülővárosában élt.
Tanulmányait Pilisen, Nagykőrösön és Szegeden végezte. Rajzpedagógusi végzettséggel rendelkezett.
Korán feltűnt vonzódása és tehetsége a művészetek iránt, de már ebben a szakaszban eldőlt, hogy a képzőművészetet részesíti előnyben. Kezdetben olaj- és pasztellképekkel próbálkozott, később fametszeteket készített, majd a mozaik került művészetének előterébe. A mozaiktechnikához sokféle anyagot használt: nemes fa, változatos színű csiszolópapír, cserép, metlachi stb.
A második világháborúban sorkatonai szolgálatot teljesített, Erdélyben szolgált. Itt olyan erősen befolyásolta az erdélyi nép iránt érzett szeretet és tisztelet, hogy ettől kezdve művei 80%-a innen inspirálódott.
Gyakran állított ki műveiből, és ilyenkor a bevétel jelentős százalékát erdélyi utazásaira és adományokra fordította.
Pedagógusként fontosnak tartotta, hogy a rajztanításban – a kreativitáson kívül – a művészettörténet és a művészet szeretetének, tiszteletének és gyakorlásának oktatása kerüljön előtérbe.
Tanítványai közül sok művészettisztelő került ki. Tehetségesebb tanítványainak műveiből gyakran szervezett kiállítást, sok-sok pályázati rendezvényen vett részt, ahol tanítványai számára értékes díjakkal tért haza. Ezeket a díjakat rendre a rajzszakkör, rajzterem fejlesztésére fordította.